# Barbara Casini

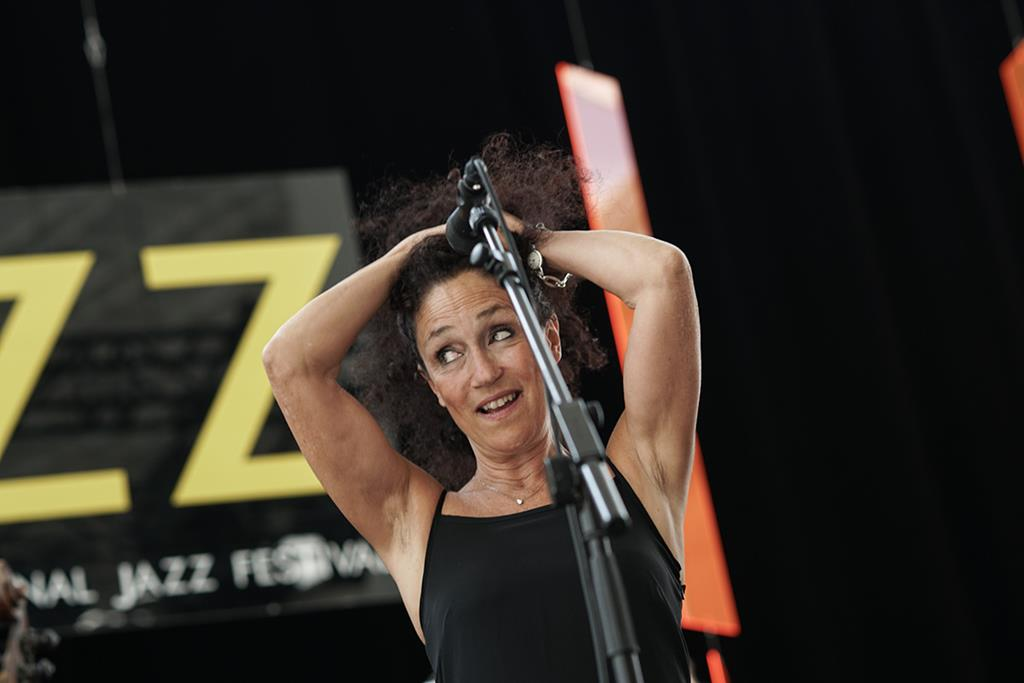
Barbara Casini, 2019

Barbara Casini (* 30. Juli 1954 in Florenz) ist eine italienische Jazzmusikerin (Gesang, Gitarre).

## Leben und Wirken
Casini erhielt früh Klavierunterricht. Dann begann sie mit dem Gitarrenspiel und sang die Beatles, Rita Pavone und Mina nach. Mit 15 Jahren kam sie in Berührung mit der Bossa Nova. Sie studierte an der Universität Padua Psychologie, gab aber dann den Berufswunsch, Psychoanalytikerin zu werden, auf.
Seit 1979 trat Casini, geprägt durch Elis Regina, im Bereich der brasilianischen Popularmusik und des Jazz auf. Auf Reisen in den brasilianischen Nordeste entdeckt sie Luiz Gonzaga und dessen Lieder ebenso wie Geraldo Azevedo. Zurück in Italien gründete sie mit Beppe Fornaroli und Naco das Trio Outro Lado, mit dem sie eine gleichnamige LP aufnahm (seit 1999 auch auf CD). 1994 gründete sie ihr Quartett mit Stefano Bollani am Klavier, Raffaello Pareti am Kontrabass und Francesco Petreni am Schlagzeug, mit dem sie 1997 das Album Todo Amor vorlegte und bis Anfang der 2000er Jahre auftrat. Mit Enrico Rava, Stefano Bollani und der Accademia Filarmonica della Scala entstand das Album Vento (Label Bleu, 2000). Mit ihrer eigenen Band entstanden zahlreiche weitere Alben. Zudem veröffentlichte sie Alben mit Lee Konitz, mit Phil Woods und mit Fabrizio Bosso. Weiterhin arbeitete sie mit Toninho Horta, Guinga sowie Roberto und Eduardo Taufic. Sie ist zudem auf Alben von Massimo Colombo, Gerardo Frisina, Alessandro Galati und Aldevis Tibaldi zu hören.